# Womil Creek
Womil Creek är ett vattendrag i Belize.   Det ligger i distriktet Orange Walk, i den centrala delen av landet, 40 km norr om huvudstaden Belmopan.
I omgivningarna runt Womil Creek växer i huvudsak städsegrön lövskog. Runt Womil Creek är det glesbefolkat, med 8 invånare per kvadratkilometer.